# Софія Михайлівна Чорторийська
Софія Михайлівна Чорторийська (рр. н. і см. невід.) — волинська княгиня, меценатка і громадська діячка кінця 16 — середини 17 ст. Представниця роду Чорторийських. Засновниця Рохманівської друкарні.

## Життєпис
Донька житомирського старости князя Михайла Олександровича Чорторийського (пом. 1582) та його дружини Софії Юріївни з графів Ходкевичів.
Разом із сестрою Оленою Чорторийською 6лизько 1597 року надала фундацію (записала фундуш) Пересопницькому монастирю. Заснувала при монастирі шпиталь для вбогих, недужих та школу для селянських дітей. У своєму маєтку в с. Рахманові на Волині (тепер Рохманів) відкрила друкарню. Перекладала з грецької на руську (староукраїнську) мову Святе Письмо (також євангельські та апостольські бесіди). Будучи палкою прихильницею православної віри і освіти, княгиня підтримувала відомого діяча Львівського братства Кирила Транквіліона-Ставровецького — автора «Євангелія Учительного». Цей твір надруковано в 1619 у Рахманові на кошти Ч. О. Кривоший (Запоріжжя)[джерело?].
Дружина Вацлава Боговитина Шумбарського — волинського хорунжого, нащадка Богуша Михайла Боговитиновича.

## Джерело
- Невідома Україна.
- Zofia ks. Czartoryska h. Pogoń Litewska (ID: 3.662.146). (пол.)

| українська персоналія | Це незавершена стаття про особу, що має стосунок до України. Ви можете допомогти проєкту, виправивши або дописавши її. |